# اگریکولاندیا
اگریکولاندیا (به پرتغالی: Agricolândia) یک سکونتگاه مسکونی در برزیل است که در پیاوی واقع شده‌است.